# Ordem colossal

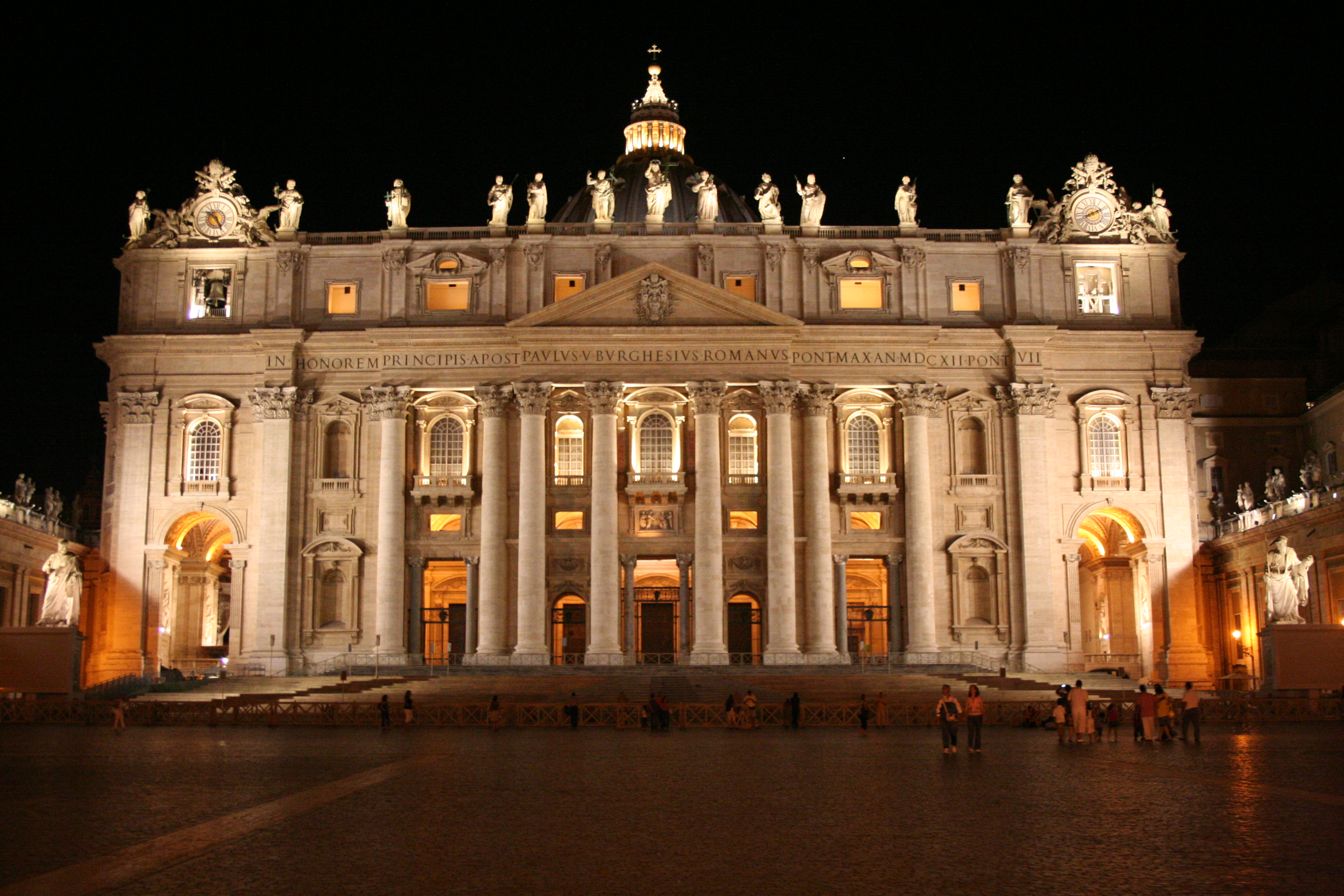
Fachada de São Pedro com colunas da ordem colossal

A ordem colossal ou ordem gigante é uma das ordens arquitetônicas. Ao contrário das outras ordens, não se refere a um estilo, mas à estrutura dos elementos, caracterizada por suas colunas que atravessam mais de um pavimento.
Apareceu pela primeira vez numa igreja erguida por Leon Battista Alberti em Mântua, a Basilica de Santo André de Mântua, e foi desenvolvida por Michelangelo, que a empregou na reforma da Basílica de São Pedro. Desde então foi largamente usada para edifícios monumentais.